# Hélio Aguinága
Hélio Aguinága (Lençóis Paulista, 8 de junho de 1916 – 7 de maio de 2015) foi um médico brasileiro.
Graduado no curso de medicina da Faculdade Nacional de Medicina da Universidade do Brasil em 1939. Fez então residência médica por dois anos no Hospital Universitário da Universidade de Michigan, Estados Unidos, onde realizou também pós-graduação em ginecologia e obstetrícia, anatomia patológica e clínica médica. Foi eleito membro da Academia Nacional de Medicina em 1987, sucedendo Waldyr Gonçalves Tostes na Cadeira 62, que tem Augusto Brant Paes Leme como patrono.